# Vic-de-Chassenay
Vic-de-Chassenay è un comune francese di 244 abitanti situato nel dipartimento della Côte-d'Or nella regione della Borgogna-Franca Contea.

## Società

### Evoluzione demografica
Abitanti censiti